# Öster-Mörtarö
Öster-Mörtarö este o arie protejată (arie specială de conservare — SAC, sit de importanță comunitară — SCI) din Suedia întinsă pe o suprafață de 25,2 ha, integral pe uscat.

## Localizare
Centrul sitului Öster-Mörtarö este situat la coordonatele 60°25′03″N 18°27′51″E / 60.4176°N 18.4643°E.

## Înființare
Situl Öster-Mörtarö a fost declarat sit de importanță comunitară în aprilie 2003 pentru a proteja un număr necunoscut de specii din flora spontană și fauna sălbatică aflate în arealul zonei. Situl a fost protejat și ca arie specială de conservare în martie 2011.

## Biodiversitate
Situată în ecoregiunile boreală și marină baltică, aria protejată conține 4 habitate naturale: Pășuni de coastă din Baltica boreală, Pajiști fino-scandinave uscate până la mezice, bogate în specii de altitudine mică, Pășuni din zone de pădure fino-scandinave, Pajiști uscate seminaturale și facies de acoperire cu tufișuri pe substraturi calcaroase (Festuco-Brometalia) (* situri importante pentru orhidee).
La baza desemnării sitului se află un număr nedeclarat de specii protejate.